# Namsen
Namsen är en älv i Tröndelag fylke, Norge, som är cirka 200 km lång. Den startar i Store Namsvatnet i Røyrviks kommun och har sitt utlopp i Namsenfjorden i staden Namsos. Älven är reglerad av många dammar, bland annat i utloppet från Store Namsvatnet och i Grong.
Namsen är en av Europas mest laxrika älvar och lockar många fiskare främst från Sverige och Tyskland. Fångster upp mot 20 kilo är inte ovanligt och älven beräknas ge mellan 20 och 35 ton lax per säsong. I slutet av fiskesäsongen arrangeras en speciell laxfestival i Grong och det finns även ett laxakvarium en bit därifrån. Övriga fiskarter är bland annat öring, elritsa och namsblank. 2018 stängde laxakvariet pga anläggningsarbeten vid Fiskumfoss kraftverk.[källa behövs]